# Sophia Williams-De Bruyn
Sophia Theresa Williams-de Bruyn, född Williams 1938, är en sydafrikansk aktivist mot apartheid. Hon var den första mottagaren av det kvinnliga priset för utomordentlig nationell tjänst. Hon är den sista levande ledaren för kvinnomarschen 1956.

## Politisk verksamhet

### Fackligt engagemang
Williams-De Bruyn blev tidigt fackligt aktiv inom textilarbetarnas förbund, efter att först ha jobbat extra i textilindustrin och sedan hoppat av skolan för att jobba heltid. Hon fick snart förtroendeuppdrag i fabriken, och beskrivs som vältalig och duktig på att förhandla.
Hon blev så småningom en av grundarna av South African Congress of Trade Unions, SACTU, som i sin tur blev föregångare till Congress of South African Trade Unions. Hennes fackliga engagemang hade stark koppling till politiska rörelser, och hon arbetade bland annat med African National Congress och organisationer som företrädde Sydafrikas indiska minoriteter.
Viktiga frågor var bland annat att bekämpa den lagstiftning som reglerade fastighetsförsäljning och bostadsupplåtelser så att enbart människor av viss ras skulle kunna bosätta sig i ett visst område, Group Areas Act som infördes 1950. Andra frågor gällde apartheidstatens skolpolitik som gjorde det svårt för den svarta befolkningen att få en fullvärdig utbildning, inte minst genom 1953 års Bantu Education Act.
Ur de svårigheter som rörelserna mötte skapades 1955 Congress of the People, som bland annat arrangerade ett stormöte för att anta Freedom Charter, en kombinerad rättighetslista och förklaring av de ingående organisationernas demokratisyn. WIlliams-de Bruyn utsågs till att arbeta heltid i Johannesburg för att arrangera och koordinera Congress of the People.

### Kvinnomarschen
Den 9 augusti 1956 ledde Sophia Williams-de Bruyn, Albertina Sisulu och ytterligare några ledande kvinnor det som kom att kallas Kvinnomarschen, där 20 000 kvinnor tågade mot regeringsbyggnaderna i landets huvudstad Pretoria, i protest mot kravet på inrikespass för svarta kvinnor. Hon var då 18 år gammal, och den yngsta av marschens ledare. Marschen kom att spela en enande roll för kvinnororganisation för svarta, färgade och indiska grupper, och ledde också till att ANC valde in sin första kvinnliga ledamot i partiets högsta ledning. Dagen firas idag som Women's Day (Kvinnornas Dag) i Sydafrika.
Efter att inrikespassen införts arbetade Williams-de Bruyn under en tid med kongressrörelsens jurister med ärenden som hörde ihop med inrikespassen och passlagstiftningen.

### Politisk exil
Sophia Williams gifte sig 1959 med Henry De Bruyn, som var aktiv i ANC:s väpnande gren, Umkhonto we Sizwe.
Paret kom att gömma anti-apartheidaktivister som Raymond Mhlaba och Elias Motsoaledi i sitt hem, vilket upptäcktes av polisen. Williams-de Bruyn uppger att både hon och maken torterades under polisförhören. Efter att ha släppts ur fängelset tvingades Henry att gå i exil i Lusaka, Zambia 1963, och paret var åtskilda i sex år innan Sophia Williams-de Bruyn kunde ansluta sig till maken.
Under tiden i exil fortsatte hon sitt arbete för ANC som administratör och i ledande funktioner för partiets kvinnoförbund. I Zambia fick hon också möjlighet att fullfölja sina skolgång och sedan fortsätta till höge studier. Hon tog lärarexamen 1977.
Som lärare fick hon tjänst i Namibia, för att utbilda aktivister inom den namibiska frihetsrörelsen SWAPO inför deras kommande roller efter befrielsen från apartheidpolitiken. Hon undervisade bland annat i politisk styrning och handelsfrågor, men också i praktiska ämnen som stenografi och skrivmaskinsskrivning.

### Efter befrielsen
Sophia och Henry De Bruyn återvände till Sydafrika 1990, strax före det att regeringen skulle ta bort förbudslagstiftningen som gjort ANC olagligt och tvingat så många aktivister i exil. Vid den tidpunkten hade Henry arbetat i Rom, Italien under sju års tid, och paret hade levt åtskilda. Efter frigörelsen fortsatte paret att arbeta inom ANC. Henry tjänstgjorde som Sydafrikas ambassadör till Jordan från 1994 tills han avled 1999.
Williams De Bruyn har också genomgått en internationell utbildning till statstjänsteman, med studier i London, Paris och Bonn. I utbildningen ingick en praktikperiod vid den brittiske premiärministerns kontor på 10 Downing Street i London. Hennes slutpraktik genomfördes vid Namibias premiärministers kontor i Windhoek.
Från 2004 var Sophia Williams-de Bruyn ledamot av den lagstiftande församlingen för Gautengprovinsen, och från 2005–2009 var hon dess vice talman. Hon lämnade uppdraget 2009, men valdes in som ledamot i Sydafrikas nationella parlament 2010–2014.

## Utmärkelser
- The Ida Mntwana Award in Silver (1999)[7]
- The Women's Award for exceptional national service (2001)[7]
- Mahatma Gandhi Award (2001)[7]
- South African Women for Women 'Woman of Distinction Award (2005) [7]